# Orhanlı, Yeşilova
Orhanlı là một xã thuộc huyện Yeşilova, tỉnh Burdur, Thổ Nhĩ Kỳ. Dân số thời điểm năm 2010 là 280 người.